# 習大大、誰もが褒める
『習大大、誰もが褒める』（しゅうだいだい、だれもがほめる、簡体字: 习大大,人人夸）または習大大，街頭巷尾都在誇は、中華人民共和国の歌。作曲は馬佶、作詞は張景川。中国共産党中央委員会総書記としての習近平の功績を北京語で伝える内容となっている。そのほか、2014年に中国国内で流行した『打虎拍蝿』などのもととなったとされる政策を想起させる内容なども歌詞に含まれている。

## 過程
2015年5月と8月に作詞者である張景川によって紹介されインターネット上で公開されるとすぐに広く知られ、イギリスの新聞『ガーディアン』はこの歌を取り上げた記事を自身の媒体に載せた。